# Brother (pel·lícula)
Brotherés una pel·lícula del 2000 protagonitzada, escrita, dirigida i muntada pel cineasta japonès Takeshi Kitano.

## Trama
Takeshi Kitano interpreta Yamamoto, un solitari yakuza. Derrotat en una guerra amb una família rival, el seu cap va ser mort i se'n va cap a Los Angeles a l'estat de Califòrnia.
Amb el pas del temps Yamamoto i la seva nova banda emergeixen com una força potent i gradualment expandeixen el seu negoci davant del de la màfia. Els atacs de la màfia són cruels, i aviat Yamamoto i la seva colla és conduïda a una situació desastrosa sense retorn mentre són empaitats un per un.

## Producció
Impressionat per l'interès dels europeus amb la yakuza, Kitano va escriure el que va descriure com un pel·lícula de yakuza d'estil antic. Per assolir un gran contrast del protagonista davant elements familiars, el va situar en un país estranger, Los Angeles dels Estats Units. Quan el productor Jeremy Thomas va preguntar a Kitano si estava interessat en produccions estrangeres, Kitano li va parlar respecte a aquest guió. Thomas li va prometre control creatiu complet. Comentant en els diferents estils cinematogràfics, Kitano va dir que les produccions americanes són més enfocades en el costat empresarial i menys al sentimental. El cineasta va citar el seu fort orgull en la seva professionalitat com aspecte positiu.

## Estrena
Diverses escenes van ser censurades a l'estrena de la pel·lícula als cinemes dels Estats Units.

## Càsting
- Beat Takeshi com a Yamamoto, també referit com a Aniki (germà gran)
- Omar Epps com a Denny
- Tetsuya Watari com a cap de Jinseikai
- Claude Maki com a Ken
- Masaya Kato com a Shirase, el "cap de Little Tokyo"
- Susumu Terajima com a Kato, lloctinent de Yamamoto
- Royale Watkins com a Jay
- Lombardo Boyar com a Mo
- Ren Osugi com a Harada
- Ryo Ishibashi com a Ishihara
- James Shigeta com a Sugimoto
- Tatyana Ali com a Latifa
- Makoto Otake com a cap de policia
- Kouen Okumura com a Hanaoka
- Naomasa Musaka com a Hisamatsu
- Rino Katase com a madame del club de Nit
- Joy Nakagawa com a Marina, xicota de Yamamotc
- Amaury Nolasco com a Victor
- Tuesday Knight com a prostituta

## Banda sonora
| Núm.          | Títol                       | Composició                                                              | Durada |
| ------------- | --------------------------- | ----------------------------------------------------------------------- | ------ |
| 1.            | «Drifter... in LAX»         | Joe Hisaishi                                                            | 4:22   |
| 2.            | «Solitude»                  | Duke Ellington / Joe Hisaishi                                           | 3:34   |
| 3.            | «Tattoo»                    | Joe Hisaishi                                                            | 0:56   |
| 4.            | «Death Spiral»              | Joe Hisaishi                                                            | 1:04   |
| 5.            | «Party - One Year Later»    | Joe Hisaishi                                                            | 4:26   |
| 6.            | «On the Shore»              | Joe Hisaishi                                                            | 1:21   |
| 7.            | «Blood Brother»             | Joe Hisaishi                                                            | 3:37   |
| 8.            | «Raging Men»                | Joe Hisaishi                                                            | 1:19   |
| 9.            | «Beyond the Control»        | Joe Hisaishi                                                            | 1:25   |
| 10.           | «Wipe Out»                  | Joe Hisaishi                                                            | 5:26   |
| 11.           | «Liberation from the Death» | Joe Hisaishi                                                            | 3:52   |
| 12.           | «I Love You... Aniki»       | Joe Hisaishi                                                            | 4:37   |
| 13.           | «Ballade»                   | Coleman Hawkins / Joe Hisaishi / Charlie Parker                         | 1:53   |
| 14.           | «BROTHER»                   | Dean Dinning / Randy Guss / Joe Hisaishi / Todd Nichols / Glen Phillips | 4:32   |
| 15.           | «BROTHER - Remix Version»   | Dean Dinning / Randy Guss / Joe Hisaishi / Todd Nichols / Glen Phillips | 4:15   |
| Durada total: | Durada total:               | Durada total:                                                           | 49:39  |

## Recepció i crítica
En el moment de l'estrena, Brother era publicitat com el film amb el qual Kitano entraria al mercat cinematogràfic dels Estats Units. La pel·lícula té un 47% a Rotten Tomatoes basada en 73 critiques. Roger Ebert, que ha elogiat tots els films de Kitano, va valorar el film amb dues de quatre estrelles, escrivint que "Brother és una pel·lícula típica de Kitano en molts aspecte, però no és una de les seves millors."
El film va ingressar un total de 15,2 milions de dòlars arreu del món.